# Kotajk
Kotajk (orm. Կոտայքի մարզ; [kɔˈtɑjkʰ]ⓘ) – prowincja w Armenii. Leży w środkowej części kraju.
Jej stolicą jest Hrazdan.
Na terenie prowincji znajdują się m.in. ważne obiekty turystyczne, związane z przeszłością kraju: Geghard i Garni.

## Geografia
Prowincja Kotajk składa się z 7 gmin miejskich i 60 gmin wiejskich:

### Gminy Miejskie
- Hrazdan
- Abowian
- Biureghawan
- Jeghward
- Cachkadzor
- Nor Hadżyn
- Czarencawan